# Arthur Goddard
Arthur Milton Goddard (* 14. Juni 1878 in Heaton Norris; † 27. Mai 1956 in Liverpool) war ein englischer Fußballspieler. Der Rechtsaußen gewann mit dem FC Liverpool in der Saison 1905/06 die zweite englische Meisterschaft in der Vereinsgeschichte und führte die Mannschaft ab 1909 als Kapitän an.

## Sportlicher Werdegang
Goddard wurde in Stockport geboren und im Alter von gerade einmal 16 Jahren begann er beim in der Stadt beheimateten Christ Church Club an seinem Fußballtalent zu feilen. Er spielte dort drei Jahre lang auf der Position des Rechtsaußens und in dieser Zeit gewann Goddard mit seinen Mannschaftskameraden jeweils die regionale Meisterschaft in der Stockport and District League. Der Jugendklub erregte in der Gegend große Aufmerksamkeit, vor allem als er die Reserveauswahl des „großen“ Vereins Stockport County klar besiegte – aus dieser vielversprechenden Mannschaft ging dann jedoch nur Goddard als künftiger Profispieler vor. Nach seinem Wechsel im Jahr 1897 zu Stockport County blieben die Einsätze im ersten Jahr zunächst auf die zweite Mannschaft beschränkt. Dort erzielte er in einem Spiel gegen Prestwich sieben von acht Toren und wurde kurz darauf in die erste Mannschaft befördert, die damals in Lancashire League unterwegs war.  Knapp zwei Jahre verbrachte Goddard mit der Mannschaft, in der auch der spätere Everton-Torhüter George Kitchen zwischen den Pfosten stand. Größter Erfolg war der Sieg im Manchester Cup, bevor er 1899 zum Erstligaaufsteiger FC Glossop wechselte. Bei seinem neuen Klub verbrachte Goddard knapp zweieinhalb Jahre, wobei seine erste und Glossops einzige Erstligasaison 1899/1900 mit dem Abstieg als Tabellenletzter endete. In diesem Team spielte er an der Seite von Akteuren wie Herbert Burgess, Punch McEwen und vor allem in der Offensive mit Irvine Thornley. Nach einem respektablen fünften Rang in der Zweitligasaison 1900/01 ließ er sich im Februar 1902 dann vom noch amtierenden englischen Meister FC Liverpool anheuern.
Am 8. März 1902 debütierte Goodard für die „Reds“ gegen die Wolverhampton Wanderers (1:3). Es folgten noch zehn weitere Einsätze ohne Unterbrechung, wobei ihm zwei Tore gelangen. Der damalige Rechtsaußen Jack Cox machte Platz für Goddard und wechselte dafür auf die linke Seite, so dass Goddard in den folgenden zwei Spielzeiten nahezu „dauerpräsent“ war und 17 Treffer erzielte. Dennoch ging es für Liverpool im Jahr 1904 zunächst als Vorletzter in die zweite Liga, bevor vor allem Goddard ein wichtiger Faktor für den direkten Wiederaufstieg im Jahr darauf war – er verpasste dabei keine einzige Meisterschaftspartie. Er galt mittlerweile als einer der besten englischen rechten Flügelspieler in englischen Fußball. Dabei zeichnete er sich durch eine gute Technik und Unaufgeregtheit in seinen Aktionen aus. Seine Spielweise wirkte elegant und leichtfüßig, so dass er mit dem „anmutigen“ Spitznamen „Graceful Arthur“ bedacht wurde. Als der FC Liverpool in Saison 1905/06 überraschend als Aufsteiger die englische Meisterschaft gewann, war Goddard der einzige Spieler des Klubs, der alle 38 Ligapartien absolviert hatte. Bis 1913 blieb Goddard eine feste Größe bei den „Reds“, kam dabei im Schnitt auf mehr als 30 Ligaeinsätze und als neuer Kapitän der Mannschaft in der Spielzeit 1909/10 führte er das Team zu einer weiteren Vizemeisterschaft. Dabei erreichte er in diesem Jahr mit zwölf Treffern auch die beste diesbezüglich Ausbeute in seiner Karriere. Zu Beginn der Saison 1913/14 verlor der mittlerweile 35-Jährige nach zehn Einsätzen in den ersten elf Partien seinen Stammplatz und spielte nur noch einmal im April 1914 gegen Bradford City (0:1). Als knapp zwei Wochen später der FC Liverpool das Endspiel im FA Cup gegen den FC Burnley mit 0:1 verlor, blieb Goddard unberücksichtigt.
Nach dem Ende seines Vertrags im Sommer 1914 wechselte Goddard in die Southern League zum walisischen Klub Cardiff City, kehrte aber während des Ersten Weltkriegs häufig nach Liverpool zurück, um dort als „Gastspieler“ aufzutreten. Er blieb auch nach dem Ende seiner sportlichen Laufbahn weiter wohnhaft in Liverpool. Dort verstarb er Ende Mai 1956 nach längerer Krankheit.

## Titel/Auszeichnungen
- Englischer Fußballmeister (1): 1906